# Arctoconopa painteri
Arctoconopa painteri là một loài ruồi trong họ Limoniidae. Chúng phân bố ở miền Tân bắc.